# Stictoleptura deyrollei
Stictoleptura deyrollei — вид жуків з підродини лептуринів родини вусачів.

## Опис
Жук довжиною від 8 до 12 мм. Час літа дорослого жука з червня по серпень.

## Поширення
Поширений в Туреччини, Південній Грузії і Північному Ірані.

## Екологія та місцеперебування
Життєвий цикл виду триває, можливо, від року до двох. Кормові рослини не визначені.